# 랠리 핀란드
랠리 핀란드(Rally Finland, 핀란드어: Suomen ralli)는 중부 핀란드 호수수오미 지역에서 열리는 랠리 자동차 경주 대회이다. 큰 언덕과 점프들로 구성된 넓고 부드러운 자갈길을 달리는 랠리로, "랠리의 그랑프리"와 같은 표현으로 수식된다. 노르딕 국가 출신이 아닌 드라이버들에게 매우 어려운 경기로 알려져 있으며, 1951년부터 2023년까지 총 7명의 비 노르딕 국가 드라이버가 우승했다.
1951년 이래로 이위배스퀼래를 거점으로 하여 현재까지 열리고 있다. 본래 북부 핀란드의 라피 지역까지 진행되는 내구 경기였으나, 1950년대 중반에 경로를 여러 개의 스페셜 스테이지로 나누면서 현대 랠리 양식이 처음 도입된 랠리 경기가 되었다. 1959년부터 유러피안 랠리 챔피언십에 포함되었으며 1973년부터 월드 랠리 챔피언십에 포함되었다. 현재 랠리 핀란드는 노르딕 국가들에서 열리는 가장 큰 연례 행사들 중 하나로, WRC에서 가장 인기있는 랠리로 꼽힌다.